# Savski potok
Savski potok je potok, ki izvira v bližini vasi planinskega doma na Zasavski Sveti gori in se v naselju Sava kot levi pritok izliva v reko Savo.